# Breaking the Law
"Breaking the Law" er en single fra det britiske heavy metal-band Judas Priest, oprindeligt udgivet på deres album British Steel fra 1980.  Sangen er en af bandets bedst kendte singler, og genkendes let på dens intro-guitarriff.